# Taiwanaphis memecyloni
Taiwanaphis memecyloni är en insektsart. Taiwanaphis memecyloni ingår i släktet Taiwanaphis och familjen långrörsbladlöss. Inga underarter finns listade i Catalogue of Life.